# Ларн
Ларн (англ. Larne, ірл. Latharna) — промислове місто, розташоване в районі Антрім, Північна Ірландія. Є основним пасажирським і вантажним портом Північної Ірландії з тисячолітньою історією в цій якості. За даними на 2001 в місті проживає 18 228 осіб. Адміністративне управління здійснюється міською радою. Разом з сусідніми районами Керрікфергюс і частково Ньютаунеббі формує виборчий округ «Східний Антрім» для виборів в Парламент Великої Британії й Асамблею Північної Ірландії.
Є побратимом міста Кловер, Південна Кароліна, США.